# Мартынов, Иван Фёдорович
Ива́н Фёдорович Мартынов (20 февраля 1939 года, Курск) — советский и американский литературовед, книговед, советский диссидент, почетный доктор Манчестерского университета.

## Биография
Сын библиографа РНБ Александры Тихоновны Мачуриной (1906—1969), его книга «Книгоиздатель Николай Новиков» (1981) будет посвящена её памяти. Во время войны эвакуирован в поселок Донгуз Чкаловской области. С 1946 жил и учился в Ленинграде С 1956 до 1957 года работал помощником библиотекаря в Государственной публичной библиотеке. Исключен из университета, отправлен в армию, в стройбат — за протест против подавления венгерского восстания 1956 г.
Окончил Ленинградский институт культуры им. Н. К. Крупской (1964), там же защитил диссертацию кандидата педагогических наук (1969) на тему «Критико-библиографическая информация в русских периодических изданиях XVIII века (1725—1800 гг.)». Работал в ЛГАОРСС.
В 1974 году стал младшим научным сотрудником в научно-исследовательском отделе истории книги Публичной библиотеки, начал работу над монографией «Книга в России в 1765—1790 гг.», написал ряд статей в энциклопедии «Книга» и «Книговедение», публиковался в журналах «Советская библиография», «В мире книг» и др. Проводил в Ленинграде конференции «Книга в России до середины XIX в.». Работал в Библиотеке Академии наук в 1970—1981.
С 1979 года Мартынова преследовали за «самиздат» и «тамиздат». В 1982 его уволили из БАН, где он проработал 15 лет, ссылаясь на невыполнение научного плана (формальной причиной было то, что он якобы не завершил плановую монографию) и нарушение трудовой дисциплины и правил внутреннего распорядка. После этого он работал вахтером, сторожем, литературным секретарем, пытался репетиторствовать и добиваться разрешения на выезд из СССР.
В 1976—1983 годы организовал у себя на дому ежегодный семинар «Гумилевские чтения». В 1982 вошел в число учредителей Ленинградского общества по изучению еврейской культуры, закрытого властями в 1983 году. В 1983 году написал трактат «Рецедив черносотенной пропаганды», получивший распространение в самиздате. В 1984 году объявил вместе с женою Варварой Соловьевой начал бессрочную голодовку протеста, требуя дать возможность работать по специальности или позволить эмигрировать. Арестован в январе 1985 года по обвинению в «тунеядстве» (ст. 209 УК РСФСР) и приговорен к 1,5 годам заключения, летом 1985 года помещен в психиатрическую больницу, где вновь объявил голодовку. Эмигрировал в Израиль в 1987 г. после открытого письма генсеку ЦК КПСС М. С. Горбачеву, причем при отъезде пропали рукопись монографии «Книга в России в эпоху Просвещения» и «История русского масонства» и цикл статей по истории русско-еврейских связей.
Работал в Иерусалимском университете, в 1989 году переселился в США в Нью-Йорк, печатался в «Вестнике русского христианского движения» (Париж), «Новом журнале» (Нью-Йорк) и др.